# 伊舎堂用久
伊舎堂 用久（いしゃどう ようきゅう、1920年〈大正9年〉6月12日 - 1945年〈昭和20年〉3月26日）は、日本の陸軍軍人。沖縄戦の陸軍特攻第一号。最終階級は陸軍中佐。石垣島出身。

## 経歴・人物
沖縄県石垣島登野城出身。父・伊舎堂用和は公務員で教育熱心であった。日清戦争、日露戦争に従軍、石垣島出身で初の金鵄勲章を受けている。父の宮古島への赴任 (裁判所勤務) に伴い旧制沖縄県立宮古中学校に入学、翌年再び父の転勤で那覇に戻り沖縄県立第二中学校に転校、同窓に、後に初代自衛隊沖縄地方連絡部長となる又吉康助がいる。その後陸軍予科士官学校入学。1941年（昭和16年）7月、陸軍士官学校卒業。伊舍堂は歩兵を希望していたが、陸軍の航空隊の増設方針で転科を余儀なくされたという。以降、下志津や宇都宮の陸軍航空学校を経て、太平洋戦争の勃発ではラバウル方面に赴任。
1943年に日本陸軍の台湾花蓮港飛行場に転属となる。中国から台湾に向かう途中、「用久元気　台湾花蓮港ニ居ルコトニナリマシタ」と書いた手紙を入れ、自宅目がけて投下、その通信筒は今も地元に残されている。また結婚を約束した女性に「海山遠く離れておりましても、お母様、恵子さまのことを思う心は何時も変わりありません」と書き綴った手紙も残されている。
1945年には郷里石垣島の陸軍石垣島飛行場（白保飛行場）に誠第17飛行隊（99襲）の隊長として赴任した。同年3月26日、慶良間諸島沖で機動部隊に突入して戦死。享年24。死後二階級特進により陸軍中佐となる。
2013年3月、三木巌 (石垣島自衛隊配備推進協議会・八重山防衛協会会長) らが中心となり顕彰碑建立期成会を結成、石垣市南ぬ浜に「伊舎堂用久中佐と隊員の顕彰碑」を建立した。

## 伝記
- 又吉康助『千尋の海 軍神・伊舎堂中佐の生涯』